# Presidentvalet i Finland 2024
Presidentvalet i Finland 2024 inleddes med ett första val den 28 januari 2024. Eftersom ingen kandidat redan då fick över 50 procent av rösterna hölls ett andra val den 11 februari 2024 mellan Alexander Stubb och Pekka Haavisto, de två kandidater som samlat flest röster i den första valomgången. I valet valdes Finlands nya president med ämbetstiden 1 mars 2024 till 1 mars 2030. I den andra valomgången fick Alexander Stubb strax över hälften av rösterna, vann valet och blev därmed utsedd till Finlands tillträdande president. 
Förhandsröstning för den första omgången pågick 17–23 januari (utomlands 17–20 januari). Förhandsröstningen för den andra omgången hölls 31 januari till 6 februari (utomlands 31 januari–3 februari). Det var möjligt att rösta på vilket förhandsröstningsställe som helst i Finland eller utomlands. Väljaren skulle kunna legitimera sig vid förhandsröstningen.
Den sittande presidenten Sauli Niinistö kunde inte ställa upp för en ytterligare mandatperiod, då han har innehaft ämbetet i två mandatperioder.

## Bakgrund
Enligt den finländska konstitutionen behöver Finlands president vara född som finländsk medborgare.
För att kandidera i presidentvalet behöver kandidaten antingen bli nominerad av ett riksdagsparti eller kandidera genom en egen valmansförening. 
En valmansförening behöver samla 20 000 väljares namnteckningar för att få ställa upp i valet. En väljare får inte ansluta sig till fler än en valmansförening, har han skrivit under för flera kommer hans namn att strykas från samtliga. Namnteckningarna måste lämnas in till Helsingfors valkretsnämnd senast 47 dagar före det första valet, vilket inför detta val innebär senast den 12 december 2023. Senast dagen innan skall valmansföreningen ha meddelat valkretsnämnden vem som är föreningens valombud samt ersättare för valombudet med namn, personbeteckning och kontaktuppgifter.

## Kandidater

### Officiella kandidater
Kanddatnumren har lottats fram av Helsingfors valkretsnämnd. Det är detta nummer som väljaren skriver på valsedeln när rösten skall avges i valet. Ingen kandidat ges någonsin nummer 1 i ett val.
Eftersom tre kandidater ställde upp via valmansföreningar, skiljs dessa tre valmansföreningar åt av littera (A, B, C). Dessa har också bestämts av valkretsnämnden.

### Kandidater i andra valet
| #                                    | 8                                       |                                                  | 10 |
| Kandidat                             | Alexander Stubb                         | Pekka Haavisto                                   |    |
| ------------------------------------ | --------------------------------------- | ------------------------------------------------ | -- |
| Parti                                |                                         |                                                  |    |
| Samlingspartiet                      | Valmansförening (C) (De Gröna)          |                                                  |    |
| Född                                 | 1 april 1968 Helsingfors, Finland       | 23 mars 1958 Helsingfors, Finland                |    |
| Tillkommande stöd efter första valet | - Merja Kyllönen (VF) - Juha Sipilä (C) | - Sheikki Laakso (Sannf.) - Ville Skinnari (SDP) |    |
| Resultat omgång 2                    | 51,62% 1 575 444                        | 48,38% 1 476 634                                 |    |

### Kandidater i första valet
| #  | Namn             | Parti | Parti                          | Född                                 | Bakgrund | Stöd | Stöd | Tillkännagivande  | Resultat omgång 1 | Ref                        |
| -- | ---------------- | --- | ------------------------------ | ------------------------------------ | --- | --- | --- | ----------------- | ----------------- | -------------------------- |
| 8  | Alexander Stubb  | | Samlingspartiet                | 1 april 1968 Helsingfors, Finland    | Professor vid EUI (2020–2024), Riksdagsledamot (2011–2017), Finansminister (2015–2016), Samlingspartiets partiordförande (2014–2016), Statsminister (2014–2015), Handels- och utvecklingsminister (2011–2014), Utrikesminister (2008–2011), EU-parlamentariker (2004–2008). Filosofie doktor. | Individer: - Stefan Wallin (SFP) - Mats Löfström, Ålands riksdagsledamot - Stefan Forss, professor vid Försvarshögskolan | Individer: - Stefan Wallin (SFP) - Mats Löfström, Ålands riksdagsledamot - Stefan Forss, professor vid Försvarshögskolan | 16 augusti 2023   | 27,2 % 881 190    | [ 5 ] [ 14 ] [ 15 ]        |
| 10 | Pekka Haavisto   | | Valmansförening (C) (De Gröna) | 23 mars 1958 Helsingfors, Finland    | Riksdagsledamot (1987–1995, 2007–), Utrikesminister (2019–2023), De grönas partiordförande (1993–1995, 2018–2019), Utvecklingsminister (2013–2014), Miljöminister (1995–1999). Presidentkandidat 2012, 2018.                                                                                  | | De Gröna | 8 juni 2023       | 25,8 % 835 597    | [ 5 ] [ 16 ] [ 17 ]        |
| 10 | Pekka Haavisto   | Individer: - Eva Biaudet (SFP) - Lars Hertzberg - Peter Franzén - Sophia Jansson - Gunvor Kronman - Merete Mazzarella - Jaana Pelkonen (Saml.) - Elisabeth Rehn (SFP) - Martin Scheinin - Tim Sparv - Pär Stenbäck (SFP) - Astrid Thors (SFP) | Valmansförening (C) (De Gröna) | 23 mars 1958 Helsingfors, Finland    | Riksdagsledamot (1987–1995, 2007–), Utrikesminister (2019–2023), De grönas partiordförande (1993–1995, 2018–2019), Utvecklingsminister (2013–2014), Miljöminister (1995–1999). Presidentkandidat 2012, 2018.                                                                                  | | | 8 juni 2023       | 25,8 % 835 597    | [ 5 ] [ 16 ] [ 17 ]        |
| 5  | Jussi Halla-aho  | | Sannfinländarna                | 27 april 1971 Tammerfors, Finland    | Riksdagens talman (2023–), Riksdagsledamot (2011–2014, 2019–), Sannfinländarnas partiordförande (2017–2021), EU-parlamentariker (2014–2019). Filosofie doktor. | | | 7 juli 2023       | 19,0 % 615 487    | [ 5 ] [ 18 ] [ 19 ]        |
| 3  | Olli Rehn        | | Valmansförening (A) & Centern  | 31 mars 1962 S:t Michel, Finland     | Finlands banks chefdirektör (2018–), Riksdagsledamot (1991–1995, 2015–2017), Näringsminister (2015–2016), EU-parlamentariker (1995–1996, 2014–2015), EU-kommissionär (2004–2014). Filosofie doktor.                                                                                           | Individer: - Ole Norrback (SFP) - Nils Torvalds (SFP) - Ulla-Maj Wideroos (SFP)                                          | Individer: - Ole Norrback (SFP) - Nils Torvalds (SFP) - Ulla-Maj Wideroos (SFP)                                          | 21 juni 2023      | 15,3 % 496 518    | [ 5 ] [ 22 ] [ 23 ] [ 24 ] |
| 2  | Li Andersson     | | Vänsterförbundet               | 13 maj 1987 Åbo, Finland             | Vänsterförbundets partiordförande (2016–2024), Riksdagsledamot (2015–), Undervisningsminister (2019–2023). | | | 13 september 2023 | 4,9 % 158 328     | [ 5 ] [ 25 ] [ 26 ]        |
| 6  | Jutta Urpilainen | | Socialdemokraterna             | 4 augusti 1975 Lappo, Finland        | EU-kommissionär (2019–2024), Riksdagsledamot (2003–2019), Vice statsminister (2011–2014), Finansminister (2011–2014), Socialdemokraternas partiordförande (2008–2014). Pedagogie magister. | | | 19 november 2023  | 4,3 % 140 802     | [ 5 ] [ 27 ]               |
| 9  | Sari Essayah     | | Kristdemokraterna              | 21 februari 1967 Haukivuori, Finland | Jord- och skogsbruksminister (2023–), Kristdemokraternas partiordförande (2015–), Riksdagsledamot (2003–2007, 2015–), EU-parlamentariker (2009–2014). Presidentkandidat 2012. Ekonomie magister.                                                                                              | | | 24 augusti 2023   | 1,5 % 47 820      | [ 5 ] [ 28 ] [ 29 ]        |
| 7  | Mika Aaltola     | | Valmansförening (B) (obunden)  | 2 maj 1969 Petäjävesi, Finland       | Direktör för Utrikespolitiska institutet (2019–2024). Doktor i samhällsvetenskaper. | | | 3 augusti 2023    | 1,5 % 47 426      | [ 5 ] [ 30 ] [ 31 ]        |
| 4  | Hjallis Harkimo  | | Rörelse Nu                     | 2 november 1953 Helsingfors, Finland | Rörelse Nus partiordförande (2018–), Riksdagsledamot (2015–). | | | 18 juni 2022      | 0,5 % 17 013      | [ 5 ] [ 32 ]               |

### Nomineringar inför valet

#### Centern i Finland
Inför valet meddelade två personer med bakgrund i partiet att de avsåg att kandidera via valmansföreningar: centralbankschefen Olli Rehn och tidigare partiledaren och presdentkandidaten Paavo Väyrynen. Tidigare försvarsministern Antti Kaikkonen hade meddelat att han inte skulle kandidera. Den 3 augusti 2023 beslöt sig Centern för att ställa sig bakom Olli Rehns kandidatur. Beslutet togs centralt och partiet kommer inte anordna något primärval eller någon omröstning i frågan.
Den 15 september meddelade Rehns kampanj att man nått upp till kravet på 20 000 underskrifter. Olli Rehn är därmed, som första valmansförening, kvalificerad till presidentvalet 2024.
Den 23 september meddelade partiet att de även har nominerat Rehn som partiets kandidat. Rehn är därmed dubbelt kvalificerad, eftersom han både är nominerad av ett riksdagsparti och av en valmansförening som samlat in tillräckligt med underskrifter.
Paavo Väyrynens valmansförening beskrivs närmare nedan.

#### De gröna
Den 8 juni 2023 meddelade Finlands dåvarande utrikesminister Pekka Haavisto att han kandiderar till president. Haavisto har tidigare presidentval kandiderat för De gröna men kandiderar den här gången genom en valmansförening då han ämnar att vara en kandidat för hela landet. De gröna har dock som parti också ställt sig bakom Haavistos kandidatur, men utan att formellt nominera honom som sin kandidat.
Den 3 oktober 2023 meddelade kampanjens medborgardelegation, ledd av Jaana Pelkonen (Saml.), att Haavistos valmansförening hade samlat in 48 000 underskrifter, vilket betyder att Pekka Haavisto har kvalificerat sig för presidentvalet (kravet var 20 000 underskrifter).

#### Kristdemokraterna
Kristdemokraternas partistyrelse nominerade enhälligt partiledaren tillika jord- och skogsbruksministern Sari Essayah. Den 27 augusti fattade partiets kongress beslutet att formellt nominera Essayah till partiets presidentkandidat.

#### Rörelse Nu
Rörelse Nu beslutade den 18 juni 2022 att nominera partiets ordförande och grundare Hjallis Harkimo till sin presidentkandidat. Harkimo är partiets enda riksdagsledamot och blev känd för allmänheten som TV-personlighet samt ägare av ishockeylaget Jokerit.

#### Samlingspartiet

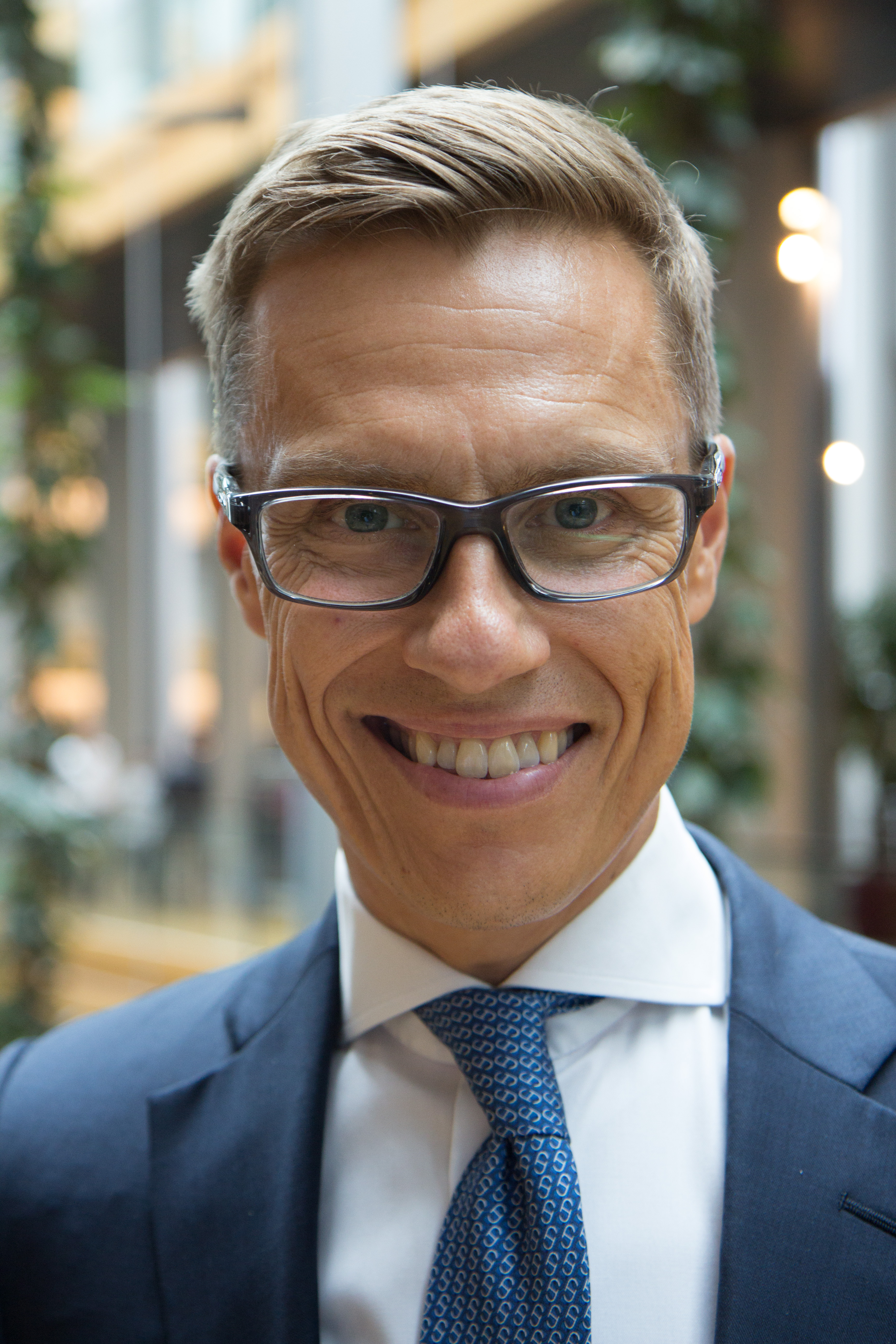
Alexander Stubb utsågs under hösten 2023 till Samlingspartiets presidentkandidat.

Samlingspartiet beslutade att formellt nominera Alexander Stubb som presidentkandidat den 28 oktober 2023.
I spekulationerna fram till beslutet hade främst den tidigare partiordföranden Alexander Stubb nämnts. Stubb har tjänstgjort som Finlands statsminister, finansminister och utrikesminister. Stubb hade sedan tidigare avböjt en kandidatur men har sedan meddelat att han tänker överväga en kandidatur ifall han blir föreslagen. Den 14 augusti meddelade statsminister Petteri Orpo att Samlingspartiets partiledning enhälligt har nominerat Alexander Stubb till partiets presidentkandidat och att man inte avser att hålla någon medlemsomröstning i frågan. Den 16 augusti meddelade Stubb att han accepterar nomineringen och ställer upp i presidentvalet.
Även försvarsministern Antti Häkkänen hade meddelat att han övervägde att ställa upp. Häkkänen blev nominerad av partiets ungdomsförbund samt (enligt medieuppgifter) partikretsen i Nyland.
 Häkkänen meddelade, efter partiledningens nominering av Stubb, att han stöttar Stubbs kandidatur.
Utöver Stubb har samhällsdebattören och affärsmannen Risto E.J. Penttilä uttryckt intresse för en kandidatur. Även utrikesminister Elina Valtonen har svarat att hon kan ställa upp om statsminister Petteri Orpo tillfrågar henne. Andra eventuella kandidater som nämndes i förhandsspekulationerna var Jan Vapaavuori, före detta borgmästare i Helsingfors samt bostads- och näringsminister och Jenni Haukio, skribent och fru till sittande presidenten Sauli Niinistö.

#### Sannfinländarna
Den 7 juli meddelade Finlands talman och den tidigare partiledaren Jussi Halla-aho att han kandiderar till att bli Sannfinländarnas kandidat till presidentposten. Halla-aho fick genast stöd av den nuvarande partiledaren tillika Finlands finansminister Riikka Purra. Den 13 augusti utnämndes Halla-aho enhälligt av partiets kongress till Sannfinländarnas presidentkandidat.

#### Socialdemokraterna

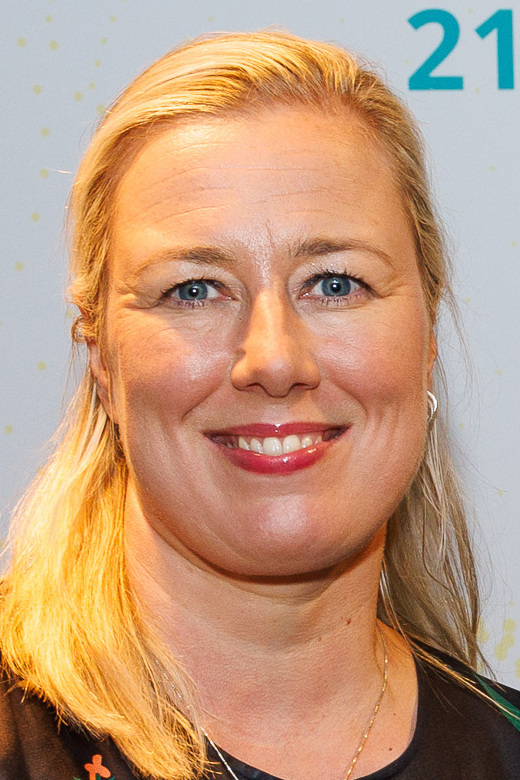
Jutta Urpilainen har utsetts till Socialdemokraternas presidentkandidat.

Inledningsvis var den tidigare statsministern och partiledaren Sanna Marin ansedd som favorit till partiets nominering. Marin har dock upprepande gånger avvisat och avböjt en kandidatur.
En annan potentiell kandidat var EU-kommissionären och den tidigare partiledaren Jutta Urpilainen. Urpilainen har meddelat att hon överväger att kandiderar och de två partiordförandekandidaterna, Antti Lindtman och Krista Kiuru, har offentligt stöttat en eventuell kandidatur. Den 16 augusti bad Sanna Marin i ett tal Urpilainen att ställa sig till förfogande samt hoppades att få rösta på henne i valet i januari.
Den 19 november bekräftade Urpilainen att hon kandiderar som partiets kandidat i valet och valdes formellt till kandidat den 2 december 2023.

#### Svenska folkpartiet
Den 7 september 2023 meddelade partiet att de inte ställer upp med en presidentkandidat. De kommer inte heller ställa sig bakom någon annan kandidat. De motiverade beslutet med att fältet redan innehöll flera liberala kandidater och att de därför inte vill splittra rösterna med ytterligare en kandidat.

#### Vänsterförbundet
Den 13 september meddelade partiordföranden Li Andersson att hon ställer sig till förfogande för att bli Vänsterförbundets presidentkandidat. Anderssons främsta frågor är Finlands roll i NATO och klimatkrisen. Partiet nominerade formellt sin kandidat på sitt partifullmäktige i oktober 2023. Den 15 oktober enhälligt nominerades Andersson officiellt till partiets kandidat.

#### Övriga

##### Mika Aaltola
Mika Aaltola meddelade den 3 augusti 2023 att han kandiderar i presidentvalet genom en valmansförening. Aaltola är sedan 2019 direktör för Utrikespolitiska institutet i Finland och blev känd för allmänheten som utrikesexpert under den ryska invasionen av Ukraina 2022.
Den 10 oktober meddelade Aaltolas kampanj att de har samlat in 25 000 underskrifter, vilket kvalificerade valmansföreningen till presidentvalet.

##### Ano Turtiainen
Partiet Makten tillhör folket fattade beslut om att delta i presidentvalet 2024 och EU-valet 2024. Partiets ordförande och tidigare riksdagsledamot, Ano Turtiainen, tvivlade dock att delta i valet eftersom enligt honom kommer valresultatet att manipuleras och Ryssland kommer att ockupera åtminstone hälften av Finland innan valet. Valmansföreningen för Turtiainen lyckades inte samla ihop det nödvändiga antalet namnunderskrifter som behövdes för att han skulle få ställa upp i valet.

##### Saara Huhtasaari
Saara Huhtasaari sökte en kandidatur till president genom en valmansförening. Huhtasaari är syster till den sannfinländska politikern och tidigare presidentkandidaten Laura Huhtasaari. Hennes kandidatur stöds av Frihetsalliansen. Huhtasaari ska som president bland annat utreda frågan om kemikaliespår, det vill säga om sträcken på himlen som följer efter flygplan är en avsiktlig förgiftning av myndigheter. Hennes valmansförening fick inte ihop det nödvändiga antalet namnunderskrifter för att hon skulle få ställa upp i valet.

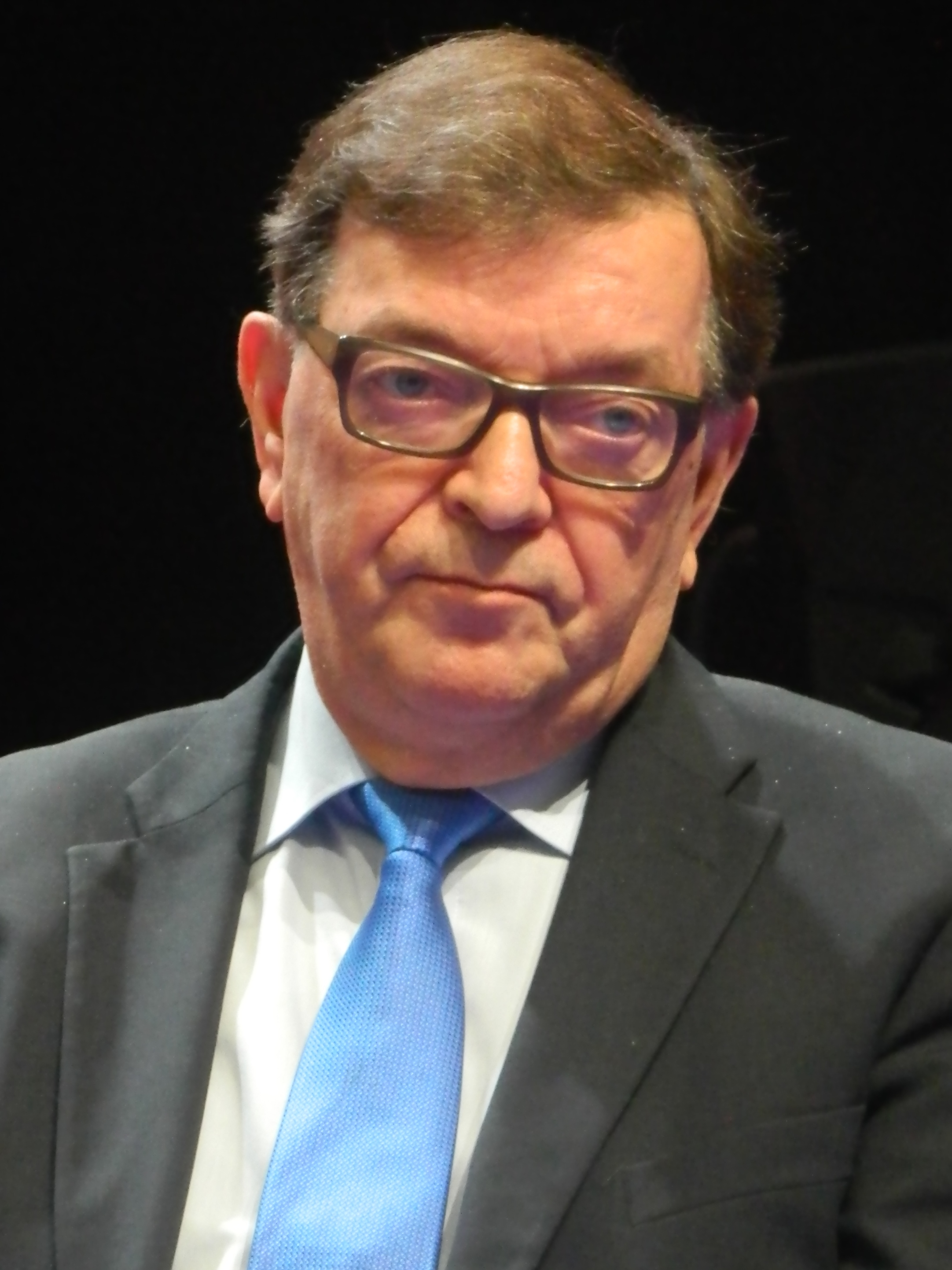
Paavo Väyrynen fick inte in tillräckligt många namnunderskrifter för att kunna kandidera.

##### Paavo Väyrynen
Paavo Väyrynen är veteranen som varit aktiv inom toppolitiken sedan 1970. Väyrynen har bland annat varit Centerns partiordförande, utrikesminister och EU-parlamentariker. Tre gånger har han varit Centerns presidentkandidat men 2018 kandiderade han genom en valmansförening. Den 12 juni meddelade Väyrynen att han även denna gång kandiderar genom en valmansförening. Väyrynen är en anhängare av neutralitetspolitiken och Paasikivi–Kekkonen-linjen, han är kritisk till det finländska NATO-medlemskapet och till euron.
Väyrynen inlämnade i december en icke komplett ansökan. Han hade dock möjlighet att till den 20 december 2023 komplettera den med erforderligt antal namnunderskrifter, något som han och hans anhängare emellertid inte lyckades med. Valmansföreningen menade att postgången hade försenat en del anhängarkort så att de inte hade kommit fram i tid, och Väyrynen själv har kritiserat att elektroniska underskrifter inte godkänns.
Dagen efter att valmansföreningen hade meddelat att den inte hade lyckats samla tillräckligt många anhängarkort meddelade Väyrynen att han lämnar partipolitiken. Veckan därefter, sista veckan före nyår, meddelade valmansföreningen emellertid att man gjort en polisanmälan avseende förkomna anhängarkort som skulle ha skickats med posten. Flera av dessa skulle enligt uppgift ha skickats till fel adresser och rent av skickats utomlands, trots att föreningen använde postens svarsförsändelsetjänst.
Under år 2023 hade Väyrynen som mest haft stöd av 2 procent av väljarna, uppmätt i ett par opinionsundersökningar publicerade av Taloustutkimus/Yle.

## Resultat

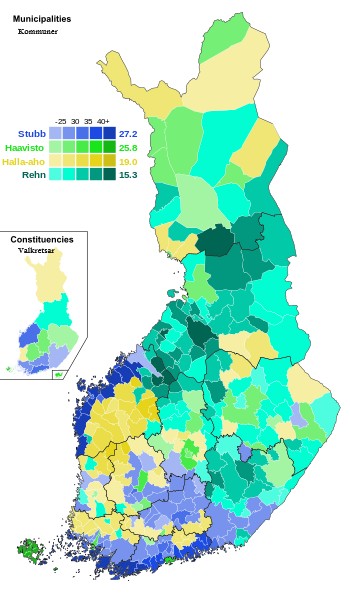
Kandidaten med bäst resultat per kommun och per valkrets (lilla kartan) i första valet. Något förenklat kan man se att Stubb och Haavisto gjorde bäst resultat i storstadsområden, Halla-aho och Rehn på landsbygden, Stubb även i fastlandets svenskbygder och Haavisto även på Åland.

| Kandidat                      | Kandidat                      | Parti                         | Omgång 1  | Omgång 1 | Omgång 2  | Omgång 2 |
| Kandidat                      | Kandidat                      | Parti                         | Röster    | %        | Röster    | %        |
| ----------------------------- | ----------------------------- | ----------------------------- | --------- | -------- | --------- | -------- |
|                               | Alexander Stubb               | Samlingspartiet               | 882 113   | 27,2%    | 1 575 211 | 51,6%    |
|                               | Pekka Haavisto                | Valmansförening               | 836 357   | 25,8%    | 1 476 548 | 48,4%    |
|                               | Jussi Halla-aho               | Sannfinländarna               | 615 487   | 19,0%    |           |          |
|                               | Olli Rehn                     | Valmansf. & Centern           | 496 518   | 15,3%    |           |          |
|                               | Li Andersson                  | Vänsterförbundet              | 158 328   | 4,9%     |           |          |
|                               | Jutta Urpilainen              | Socialdemokraterna            | 140 802   | 4,3%     |           |          |
|                               | Sari Essayah                  | Kristdemokraterna             | 47 820    | 1,5%     |           |          |
|                               | Mika Aaltola                  | Valmansförening               | 47 426    | 1,5%     |           |          |
|                               | Hjallis Harkimo               | Rörelse Nu                    | 17 013    | 0,5%     |           |          |
| Totalt                        | Totalt                        | Totalt                        | 3 239 321 | 100,00%  | 3 051 759 | 100,00%  |
|                               |                               |                               |           |          |           |          |
| Godkända röster               | Godkända röster               | Godkända röster               | 3 239 321 | 99,7%    | 3 051 759 | 99,3%    |
| Förkastade röster             | Förkastade röster             | Förkastade röster             | 9 915     | 0,3%     | 20 570    | 0,7%     |
| Totalt                        | Totalt                        | Totalt                        | 3 249 236 | 100,00%  | 3 072 329 | 100,00%  |
| Röstberättigade/Valdeltagande | Röstberättigade/Valdeltagande | Röstberättigade/Valdeltagande | 4 546 041 | 71,5%    | 4 546 041 | 67,6%    |

## Opinionsundersökningar

### Första rundan
I tabellen visas endast officiella kandidater.
| Opinionsinstitut                                                            | Period             | Urval | Andersson                 | Rehn                      | Rehn                      | Harkimo | Halla-aho | Urpilainen | Aaltola | Stubb | Essayah | Haavisto | Ingen/ Annan/ Obestämd |       |      |       |   |
| Opinionsinstitut                                                            | Period             | Urval | Vänst.                    | Valmf.                    | C                         | RN      | Sannf.    | SDP        | Valmf.  | Saml. | KD      | Valmf.   | Ingen/ Annan/ Obestämd |       |      |       |   |
| Opinionsinstitut                                                            | Period             | Urval | Valresultat första rundan | Valresultat första rundan | Valresultat första rundan | 4,9%    | 15,3%     | 15,3%      | 0,5%    | 19,0% | 4,3%    | 1,5%     | Ingen/ Annan/ Obestämd | 27,2% | 1,5% | 25,8% | - |
| --------------------------------------------------------------------------- | ------------------ | ----- | ------------------------- | ------------------------- | ------------------------- | ------- | --------- | ---------- | ------- | ----- | ------- | -------- | ---------------------- | ----- | ---- | ----- | - |
| Taloustutkimus/Yle                                                          | 17-23 januari 2024 | 1 517 | 7%                        | 14%                       | 14%                       | 1%      | 18%       | 5%         | 3%      | 27%   | 2%      | 23%      | -                      |       |      |       |   |
| Medborgaropinion                                                            | 12-21 januari 2024 | 4 020 | 10,1%                     | 12,1%                     | 12,1%                     | 0,8%    | 18,1%     | 6,4%       | 2,4%    | 24,0% | 2,8%    | 23,4%    | -                      |       |      |       |   |
| Kantar Public/HS                                                            | 17-20 januari 2024 | 1 008 | 6%                        | 12%                       | 12%                       | 1%      | 18%       | 5%         | 3%      | 22%   | 1%      | 20%      | 12%                    |       |      |       |   |
| Uutissuomalainen                                                            | 9-17 januari 2024  | 1 000 | 7%                        | 11%                       | 11%                       | 1%      | 11%       | 4%         | 2%      | 21%   | 2%      | 22%      | 19%                    |       |      |       |   |
| Kanta Agri/MT                                                               | 12-17 januari 2024 | 1 092 | 7%                        | 12%                       | 12%                       | 1%      | 15%       | 7%         | 2%      | 24%   | 2%      | 21%      | 9%                     |       |      |       |   |
| Kantar Public/HS                                                            | 20-21 dec 2023     | 1 196 | 7%                        | 9%                        | 9%                        | 1%      | 13%       | 5%         | 4%      | 24%   | 2%      | 22%      | 12%                    |       |      |       |   |
| Fastställande av kandidatuppställningen i Helsingfors valkretsnämnd.        |                    |       |                           |                           |                           |         |           |            |         |       |         |          |                        |       |      |       |   |
| Kanta Agri/MT                                                               | 15-20 dec 2023     | 1 047 | 6%                        | 10%                       | 10%                       | 1%      | 12%       | 6%         | 3%      | 23%   | 2%      | 23%      | 14%                    |       |      |       |   |
| Taloustutkimus/Yle                                                          | 27 nov-7 dec 2023  | 2 046 | 5%                        | 12%                       | 12%                       | 2%      | 10%       | 7%         | 4%      | 31%   | 2%      | 23%      | 4%                     |       |      |       |   |
| Uutissuomalainen                                                            | 14-23 nov 2023     | 1 000 | 6%                        | 9%                        | 9%                        | ?       | 10%       | 4%         | 5%      | 21%   | ?       | 24%      | 21%                    |       |      |       |   |
| Kantar Public/HS                                                            | 20-21 nov 2023     | 1 196 | 7%                        | 10%                       | 10%                       | 1%      | 10%       | 7%         | 5%      | 24%   | 2%      | 20%      | 13%                    |       |      |       |   |
| Urpilainen meddelar sin kandidatur.                                         |                    |       |                           |                           |                           |         |           |            |         |       |         |          |                        |       |      |       |   |
| Kanta Agri/MT                                                               | 5-10 nov 2023      | 1 024 | 6,6%                      | 11,2%                     | 11,2%                     | 0,7%    | 9,7%      | 4,5%       | 6,6%    | 18,2% | 0,9%    | 25,8%    | 15,8%                  |       |      |       |   |
| Taloustutkimus/Yle                                                          | 30 okt–9 nov 2023  | 1 549 | 7%                        | 14%                       | 14%                       | 2%      | 8%        | 4%         | 9%      | 28%   | 2%      | 26%      | 2%                     |       |      |       |   |
| Kantar Public/HS                                                            | 6-12 okt 2023      | 1 016 | 6%                        | 10%                       | 10%                       | 0%      | 9%        | 3%         | 8%      | 17%   | 2%      | 28%      | 17%                    |       |      |       |   |
| Taloustutkimus/Yle                                                          | 4-9 okt 2023       | 1 368 | 7%                        | 14%                       | 14%                       | 2%      | 8%        | 3%         | 10%     | 22%   | 2%      | 29%      | 3%                     |       |      |       |   |
| Andersson meddelar sin kandidatur.                                          |                    |       |                           |                           |                           |         |           |            |         |       |         |          |                        |       |      |       |   |
| Taloustutkimus/Yle                                                          | 8-11 sept 2023     | 1 507 | 6%                        | 11%                       | 11%                       | 1%      | 9%        | 5%         | 10%     | 19%   | 2%      | 31%      | 6%                     |       |      |       |   |
| Uutissuomalainen                                                            | aug-sept 2023      | 1 000 | 3%                        | 9%                        | 9%                        | ?       | 9%        | 3%         | 12%     | 18%   | 1%      | 26%      | 19%                    |       |      |       |   |
| Essayah meddelar sin kandidatur.                                            |                    |       |                           |                           |                           |         |           |            |         |       |         |          |                        |       |      |       |   |
| TO/Iltalehti                                                                | 22-23 aug. 2023    | 1 183 | 7%                        | 10%                       | 10%                       | 0%      | 9%        | 5%         | 12%     | 19%   | 2%      | 32%      | 4%                     |       |      |       |   |
| Stubb meddelar sin kandidatur.                                              |                    |       |                           |                           |                           |         |           |            |         |       |         |          |                        |       |      |       |   |
| Kanta Agri/MT                                                               | 4-9 augusti 2023   | 1 101 | 3,9%                      | 11,1%                     | 11,1%                     | 0,8%    | 8,8%      | 1,8%       | 15,6%   | 3,3%  | 1,6%    | 27,4%    | 25,7%                  |       |      |       |   |
| Aaltola, Haavisto, Halla-aho, Rehn och Väyrynen meddelar sina kandidaturer. |                    |       |                           |                           |                           |         |           |            |         |       |         |          |                        |       |      |       |   |
| Taloustutkimus/Yle                                                          | 4-9 maj 2023       | 1 656 | 2%                        | 15%                       | 15%                       | 1%      | 6%        | 2%         | 13%     | 5%    | 3%      | 28%      | 25%                    |       |      |       |   |
| Kanta Agri/MT                                                               | 14-19 april 2023   | 1 140 | ?                         | 10,8%                     | 10,8%                     | ?       | 8,5%      | ?          | 10,4%   | 4,6%  | ?       | 23,3%    | 42,4%                  |       |      |       |   |
| Taloustutkimus/Yle                                                          | 12-19 dec. 2022    | 1 742 | 2%                        | 14%                       | 14%                       | ?       | 7%        | 2%         | 11%     | 6%    | 2%      | 25%      | 31%                    |       |      |       |   |
| Kanta Agri/MT                                                               | 2-7 dec. 2022      | 1 029 | ?                         | 13,7%                     | 13,7%                     | ?       | 5,8%      | ?          | 8%      | 4,5%  | ?       | 17,3%    | 50,7%                  |       |      |       |   |
| Harkimo meddelar sin kandidatur.                                            |                    |       |                           |                           |                           |         |           |            |         |       |         |          |                        |       |      |       |   |
| Taloustutkimus/Yle                                                          | 14-17 mars 2022    | 1 826 | ?                         | 20%                       | 20%                       | ?       | 7%        | 3%         | 4%      | 4%    | ?       | 16%      | 46%                    |       |      |       |   |

#### Undersökningar om valbarhet
| Opinionsinstitut | Period             | Urval | Andersson         | Rehn               | Rehn  | Harkimo | Halla-aho | Urpilainen | Aaltola | Essayah | Stubb | Haavisto | Ingen/ Annan/ Obestämd |    |     |     |    |
| Opinionsinstitut | Period             | Urval | Vänst.            | Valmf.             | C     | RN      | Sannf.    | SDP        | Valmf.  | KD      | Saml. | Valmf.   | Ingen/ Annan/ Obestämd |    |     |     |    |
| ---------------- | ------------------ | ----- | ----------------- | ------------------ | ----- | ------- | --------- | ---------- | ------- | ------- | ----- | -------- | ---------------------- | -- | --- | --- | -- |
| Opinionsinstitut | Period             | Urval | Helsingin Sanomat | 16-17 augusti 2023 | 1 237 | 15%     | 32%       | 32%        | ?       | 16%     | ?     | 33%      | Ingen/ Annan/ Obestämd | 8% | 41% | 43% | 6% |
| Ilta-Sanomat     | 15-16 augusti 2023 | 1 293 | 23%               | 33%                | 33%   | 6%      | 20%       | 19%        | 36%     | 9%      | 35%   | 52%      | -                      |    |     |     |    |
| Ilta-Sanomat     | april 2023         | 1 014 | 29%               | 39%                | 39%   | 10%     | 20%       | 20%        | 35%     | 25%     | 30%   | 52%      | -                      |    |     |     |    |
| Ilta-Sanomat     | 30 jan-1 feb 2023  | 1 021 | 27%               | 40%                | 40%   | 11%     | 24%       | 22%        | 36%     | 21%     | 27%   | 48%      | -                      |    |     |     |    |
| Ilta-Sanomat     | 18-20 oktober 2022 | 1 115 | 24%               | 42%                | 42%   | 11%     | 23%       | 20%        | 44%     | 20%     | 28%   | 43%      | -                      |    |     |     |    |

### Andra rundan

#### Haavisto vs Stubb
| Opinionsinstitut                                                                                    | Period                     | Urval | Alexander Stubb Samlingspartiet | Pekka Haavisto Valmansförening | Ingen/ Obestämd          |       |       |   |
| Opinionsinstitut                                                                                    | Period                     | Urval | Valresultat andra rundan        | Valresultat andra rundan       | Valresultat andra rundan | 51,6% | 48,4% | - |
| --------------------------------------------------------------------------------------------------- | -------------------------- | ----- | ------------------------------- | ------------------------------ | ------------------------ | ----- | ----- | - |
| Taloustutkimus/Yle                                                                                  | 31 januari-6 februari 2024 | 1 543 | 54%                             | 46%                            | (16%)                    |       |       |   |
| Kantar Public/HS                                                                                    | 2-4 februari 2024          | 1 154 | 54%                             | 46%                            | -                        |       |       |   |
| Kantar Public/HS                                                                                    | 29-30 januari 2024         | 1 161 | 57%                             | 43%                            | -                        |       |       |   |
| Första valet hålls, där det blir klart att andra valet kommer att hållas mellan Stubb och Haavisto. |                            |       |                                 |                                |                          |       |       |   |
| Taloustutkimus/Yle                                                                                  | 17-23 januari 2024         | 1 517 | 59%                             | 41%                            | -                        |       |       |   |
| Kantar Public/HS                                                                                    | 17-20 januari 2024         | 1 008 | 55%                             | 42%                            | 3%                       |       |       |   |
| Taloustutkimus/Yle                                                                                  | 27 nov-7 dec 2023          | 2 046 | 58%                             | 42%                            | -                        |       |       |   |
| Kantar Public/HS                                                                                    | 20-21 nov 2023             | 1 196 | 55%                             | 42%                            | 3%                       |       |       |   |
| Taloustutkimus/Yle                                                                                  | 30 okt–9 nov 2023          | 1 549 | 55%                             | 45%                            | -                        |       |       |   |
| Kantar Public/HS                                                                                    | 6-12 okt 2023              | 1 016 | 46%                             | 51%                            | 3%                       |       |       |   |
| Taloustutkimus/Yle                                                                                  | 4-9 okt 2023               | 1 368 | 49%                             | 51%                            | -                        |       |       |   |
| Taloustutkimus/Yle                                                                                  | 8-11 sept 2023             | 1 507 | 42%                             | 45%                            | 13%                      |       |       |   |
| TO/Iltalehti                                                                                        | 22-23 aug. 2023            | 1 183 | 40%                             | 48%                            | 12%                      |       |       |   |
| Ilta-Sanomat                                                                                        | 9-12 juni 2023             | 1 006 | 30%                             | 52%                            | 17%                      |       |       |   |

#### Scenarion mellan andra kandidater än de som gick vidare till andra valet
Före det första valet, gjordes opinionsundersökningar där alla de olika kandidaterna mättes mot varandra en mot en.
| Haavisto vs. Aaltola | Haavisto vs. Aaltola | Haavisto vs. Aaltola | Haavisto vs. Aaltola           | Haavisto vs. Aaltola         | Haavisto vs. Aaltola |       |     |     |    |
| Opinionsinstitut     | Period               | Urval                | Pekka Haavisto Valmansförening | Mika Aaltola Valmansförening | Ingen/ Obestämd      |       |     |     |    |
| -------------------- | -------------------- | -------------------- | ------------------------------ | ---------------------------- | -------------------- | ----- | --- | --- | -- |
| Opinionsinstitut     | Period               | Urval                | Kantar Public/HS               | 17-20 januari 2024           | Ingen/ Obestämd      | 1 008 | 63% | 34% | 3% |
| Taloustutkimus/Yle   | 27 nov-7 dec 2023    | 2 046                | 62%                            | 38%                          | -                    |       |     |     |    |
| Kantar Public/HS     | 20-21 nov 2023       | 1 196                | 61%                            | 37%                          | 2%                   |       |     |     |    |
| Taloustutkimus/Yle   | 30 okt–9 nov 2023    | 1 549                | 60%                            | 40%                          | -                    |       |     |     |    |
| Kantar Public/HS     | 6-12 okt 2023        | 1 016                | 56%                            | 41%                          | 3%                   |       |     |     |    |
| Taloustutkimus/Yle   | 4-9 okt 2023         | 1 368                | 59%                            | 41%                          | -                    |       |     |     |    |
| Taloustutkimus/Yle   | 8-11 sept 2023       | 1 507                | 53%                            | 36%                          | 11%                  |       |     |     |    |
| TO/Iltalehti         | 22-23 aug. 2023      | 1 183                | 53%                            | 38%                          | 10%                  |       |     |     |    |
| Ilta-Sanomat         | 9-12 juni 2023       | 1 006                | 49%                            | 35%                          | 16%                  |       |     |     |    |

| Haavisto vs. Andersson | Haavisto vs. Andersson | Haavisto vs. Andersson | Haavisto vs. Andersson         | Haavisto vs. Andersson        | Haavisto vs. Andersson |       |     |     |    |
| Opinionsinstitut       | Period                 | Urval                  | Pekka Haavisto Valmansförening | Li Andersson Vänsterförbundet | Ingen/ Obestämd        |       |     |     |    |
| ---------------------- | ---------------------- | ---------------------- | ------------------------------ | ----------------------------- | ---------------------- | ----- | --- | --- | -- |
| Opinionsinstitut       | Period                 | Urval                  | Kantar Public/HS               | 17-20 januari 2024            | Ingen/ Obestämd        | 1 008 | 64% | 32% | 4% |
| Kantar Public/HS       | 20-21 nov 2023         | 1 196                  | 67%                            | 29%                           | 4%                     |       |     |     |    |
| Kantar Public/HS       | 6-12 okt 2023          | 1 016                  | 65%                            | 30%                           | 5%                     |       |     |     |    |

| Haavisto vs. Halla-aho | Haavisto vs. Halla-aho | Haavisto vs. Halla-aho | Haavisto vs. Halla-aho         | Haavisto vs. Halla-aho          | Haavisto vs. Halla-aho |       |     |     |   |
| Opinionsinstitut       | Period                 | Urval                  | Pekka Haavisto Valmansförening | Jussi Halla-aho Sannfinländarna | Ingen/ Obestämd        |       |     |     |   |
| ---------------------- | ---------------------- | ---------------------- | ------------------------------ | ------------------------------- | ---------------------- | ----- | --- | --- | - |
| Opinionsinstitut       | Period                 | Urval                  | Taloustutkimus/Yle             | 17-23 januari 2024              | Ingen/ Obestämd        | 1 517 | 63% | 37% | - |
| Kantar Public/HS       | 17-20 januari 2024     | 1 008                  | 57%                            | 41%                             | 2%                     |       |     |     |   |
| Taloustutkimus/Yle     | 27 nov-7 dec 2023      | 2 046                  | 66%                            | 34%                             | -                      |       |     |     |   |
| Kantar Public/HS       | 20-21 nov 2023         | 1 196                  | 65%                            | 33%                             | 2%                     |       |     |     |   |
| Taloustutkimus/Yle     | 30 okt–9 nov 2023      | 1 549                  | 70%                            | 30%                             | -                      |       |     |     |   |
| Kantar Public/HS       | 6-12 okt 2023          | 1 016                  | 66%                            | 31%                             | 3%                     |       |     |     |   |
| Taloustutkimus/Yle     | 4-9 okt 2023           | 1 368                  | 72%                            | 28%                             | -                      |       |     |     |   |
| Taloustutkimus/Yle     | 8-11 sept 2023         | 1 507                  | 65%                            | 26%                             | 9%                     |       |     |     |   |
| TO/Iltalehti           | 22-23 aug. 2023        | 1 183                  | 67%                            | 23%                             | 10%                    |       |     |     |   |
| Ilta-Sanomat           | 9-12 juni 2023         | 1 006                  | 63%                            | 25%                             | 12%                    |       |     |     |   |

| Haavisto vs. Rehn  | Haavisto vs. Rehn  | Haavisto vs. Rehn | Haavisto vs. Rehn              | Haavisto vs. Rehn         | Haavisto vs. Rehn |       |     |     |   |
| Opinionsinstitut   | Period             | Urval             | Pekka Haavisto Valmansförening | Olli Rehn Valmansförening | Ingen/ Obestämd   |       |     |     |   |
| ------------------ | ------------------ | ----------------- | ------------------------------ | ------------------------- | ----------------- | ----- | --- | --- | - |
| Opinionsinstitut   | Period             | Urval             | Taloustutkimus/Yle             | 17-23 januari 2024        | Ingen/ Obestämd   | 1 517 | 49% | 51% | - |
| Kantar Public/HS   | 17-20 januari 2024 | 1 008             | 46%                            | 51%                       | 3%                |       |     |     |   |
| Taloustutkimus/Yle | 27 nov-7 dec 2023  | 2 046             | 51%                            | 49%                       | -                 |       |     |     |   |
| Kantar Public/HS   | 20-21 nov 2023     | 1 196             | 50%                            | 47%                       | 3%                |       |     |     |   |
| Taloustutkimus/Yle | 30 okt–9 nov 2023  | 1 549             | 53%                            | 47%                       | -                 |       |     |     |   |
| Kantar Public/HS   | 6-12 okt 2023      | 1 016             | 53%                            | 44%                       | 3%                |       |     |     |   |
| Taloustutkimus/Yle | 4-9 okt 2023       | 1 368             | 56%                            | 44%                       | -                 |       |     |     |   |
| Taloustutkimus/Yle | 8-11 sept 2023     | 1 507             | 51%                            | 39%                       | 10%               |       |     |     |   |
| TO/Iltalehti       | 22-23 aug. 2023    | 1 183             | 54%                            | 36%                       | 10%               |       |     |     |   |
| Ilta-Sanomat       | 9-12 juni 2023     | 1 006             | 52%                            | 35%                       | 13%               |       |     |     |   |

| Haavisto vs. Urpilainen | Haavisto vs. Urpilainen | Haavisto vs. Urpilainen | Haavisto vs. Urpilainen        | Haavisto vs. Urpilainen             | Haavisto vs. Urpilainen |       |     |     |    |
| Opinionsinstitut        | Period                  | Urval                   | Pekka Haavisto Valmansförening | Jutta Urpilainen Socialdemokraterna | Ingen/ Obestämd         |       |     |     |    |
| ----------------------- | ----------------------- | ----------------------- | ------------------------------ | ----------------------------------- | ----------------------- | ----- | --- | --- | -- |
| Opinionsinstitut        | Period                  | Urval                   | Kantar Public/HS               | 17-20 januari 2024                  | Ingen/ Obestämd         | 1 008 | 59% | 37% | 4% |
| Taloustutkimus/Yle      | 27 nov-7 dec 2023       | 2 046                   | 61%                            | 39%                                 |                         |       |     |     |    |
| Kantar Public/HS        | 20-21 nov 2023          | 1 196                   | 59%                            | 38%                                 | 3%                      |       |     |     |    |
| Kantar Public/HS        | 6-12 okt 2023           | 1 016                   | 64%                            | 31%                                 | 5%                      |       |     |     |    |
| Taloustutkimus/Yle      | 8-11 sept 2023          | 1 507                   | 57%                            | 23%                                 | 20%                     |       |     |     |    |
| Ilta-Sanomat            | 9-12 juni 2023          | 1 006                   | 55%                            | 21%                                 | 24%                     |       |     |     |    |

| Stubb vs. Aaltola  | Stubb vs. Aaltola | Stubb vs. Aaltola | Stubb vs. Aaltola               | Stubb vs. Aaltola            | Stubb vs. Aaltola |       |     |     |    |
| Opinionsinstitut   | Period            | Urval             | Alexander Stubb Samlingspartiet | Mika Aaltola Valmansförening | Ingen/ Obestämd   |       |     |     |    |
| ------------------ | ----------------- | ----------------- | ------------------------------- | ---------------------------- | ----------------- | ----- | --- | --- | -- |
| Opinionsinstitut   | Period            | Urval             | Kantar Public/HS                | 17-20 januari 2024           | Ingen/ Obestämd   | 1 008 | 74% | 23% | 3% |
| Taloustutkimus/Yle | 27 nov-7 dec 2023 | 2 046             | 77%                             | 23%                          | -                 |       |     |     |    |
| Kantar Public/HS   | 20-21 nov 2023    | 1 196             | 72%                             | 25%                          | 3%                |       |     |     |    |
| Taloustutkimus/Yle | 30 okt–9 nov 2023 | 1 549             | 71%                             | 29%                          | -                 |       |     |     |    |
| Kantar Public/HS   | 6-12 okt 2023     | 1 016             | 60%                             | 37%                          | 3%                |       |     |     |    |
| Taloustutkimus/Yle | 4-9 okt 2023      | 1 368             | 65%                             | 35%                          | -                 |       |     |     |    |
| Taloustutkimus/Yle | 8-11 sept 2023    | 1 507             | 55%                             | 27%                          | 18%               |       |     |     |    |
| TO/Iltalehti       | 22-23 aug. 2023   | 1 183             | 52%                             | 31%                          | 17%               |       |     |     |    |

| Stubb vs. Andersson | Stubb vs. Andersson | Stubb vs. Andersson | Stubb vs. Andersson             | Stubb vs. Andersson           | Stubb vs. Andersson |       |     |     |    |
| Opinionsinstitut    | Period              | Urval               | Alexander Stubb Samlingspartiet | Li Andersson Vänsterförbundet | Ingen/ Obestämd     |       |     |     |    |
| ------------------- | ------------------- | ------------------- | ------------------------------- | ----------------------------- | ------------------- | ----- | --- | --- | -- |
| Opinionsinstitut    | Period              | Urval               | Kantar Public/HS                | 17-20 januari 2024            | Ingen/ Obestämd     | 1 008 | 66% | 31% | 3% |
| Kantar Public/HS    | 20-21 nov 2023      | 1 196               | 70%                             | 28%                           | 2%                  |       |     |     |    |
| Kantar Public/HS    | 6-12 okt 2023       | 1 016               | 61%                             | 36%                           | 3%                  |       |     |     |    |

| Stubb vs. Halla-aho | Stubb vs. Halla-aho | Stubb vs. Halla-aho | Stubb vs. Halla-aho             | Stubb vs. Halla-aho             | Stubb vs. Halla-aho |       |     |     |   |
| Opinionsinstitut    | Period              | Urval               | Alexander Stubb Samlingspartiet | Jussi Halla-aho Sannfinländarna | Ingen/ Obestämd     |       |     |     |   |
| ------------------- | ------------------- | ------------------- | ------------------------------- | ------------------------------- | ------------------- | ----- | --- | --- | - |
| Opinionsinstitut    | Period              | Urval               | Taloustutkimus/Yle              | 17-23 januari 2024              | Ingen/ Obestämd     | 1 517 | 75% | 25% | - |
| Kantar Public/HS    | 17-20 januari 2024  | 1 008               | 69%                             | 29%                             | 2%                  |       |     |     |   |
| Taloustutkimus/Yle  | 27 nov-7 dec 2023   | 2 046               | 79%                             | 21%                             | -                   |       |     |     |   |
| Kantar Public/HS    | 20-21 nov 2023      | 1 196               | 74%                             | 24%                             | 2%                  |       |     |     |   |
| Taloustutkimus/Yle  | 30 okt–9 nov 2023   | 1 549               | 81%                             | 19%                             | -                   |       |     |     |   |
| Kantar Public/HS    | 6-12 okt 2023       | 1 016               | 76%                             | 21%                             | 3%                  |       |     |     |   |
| Taloustutkimus/Yle  | 4-9 okt 2023        | 1 368               | 82%                             | 18%                             | -                   |       |     |     |   |
| Taloustutkimus/Yle  | 8-11 sept 2023      | 1 507               | 70%                             | 18%                             | 12%                 |       |     |     |   |
| TO/Iltalehti        | 22-23 aug. 2023     | 1 183               | 73%                             | 16%                             | 11%                 |       |     |     |   |

| Stubb vs. Rehn     | Stubb vs. Rehn     | Stubb vs. Rehn | Stubb vs. Rehn                  | Stubb vs. Rehn            | Stubb vs. Rehn  |       |     |     |   |
| Opinionsinstitut   | Period             | Urval          | Alexander Stubb Samlingspartiet | Olli Rehn Valmansförening | Ingen/ Obestämd |       |     |     |   |
| ------------------ | ------------------ | -------------- | ------------------------------- | ------------------------- | --------------- | ----- | --- | --- | - |
| Opinionsinstitut   | Period             | Urval          | Taloustutkimus/Yle              | 17-23 januari 2024        | Ingen/ Obestämd | 1 517 | 59% | 41% | - |
| Kantar Public/HS   | 17-20 januari 2024 | 1 008          | 53%                             | 44%                       | 3%              |       |     |     |   |
| Taloustutkimus/Yle | 27 nov-7 dec 2023  | 2 046          | 65%                             | 35%                       | -               |       |     |     |   |
| Kantar Public/HS   | 20-21 nov 2023     | 1 196          | 61%                             | 38%                       | 1%              |       |     |     |   |
| Taloustutkimus/Yle | 30 okt–9 nov 2023  | 1 549          | 60%                             | 40%                       | -               |       |     |     |   |
| Kantar Public/HS   | 6-12 okt 2023      | 1 016          | 54%                             | 42%                       | 4%              |       |     |     |   |
| Taloustutkimus/Yle | 4-9 okt 2023       | 1 368          | 56%                             | 44%                       | -               |       |     |     |   |
| Taloustutkimus/Yle | 8-11 sept 2023     | 1 507          | 51%                             | 31%                       | 18%             |       |     |     |   |
| TO/Iltalehti       | 22-23 aug. 2023    | 1 183          | 52%                             | 31%                       | 17%             |       |     |     |   |

| Stubb vs. Urpilainen | Stubb vs. Urpilainen | Stubb vs. Urpilainen | Stubb vs. Urpilainen            | Stubb vs. Urpilainen                | Stubb vs. Urpilainen |       |     |     |    |
| Opinionsinstitut     | Period               | Urval                | Alexander Stubb Samlingspartiet | Jutta Urpilainen Socialdemokraterna | Ingen/ Obestämd      |       |     |     |    |
| -------------------- | -------------------- | -------------------- | ------------------------------- | ----------------------------------- | -------------------- | ----- | --- | --- | -- |
| Opinionsinstitut     | Period               | Urval                | Kantar Public/HS                | 17-20 januari 2024                  | Ingen/ Obestämd      | 1 008 | 64% | 33% | 3% |
| Taloustutkimus/Yle   | 27 nov-7 dec 2023    | 2 046                | 69%                             | 31%                                 | -                    |       |     |     |    |
| Kantar Public/HS     | 20-21 nov 2023       | 1 196                | 67%                             | 31%                                 | 2%                   |       |     |     |    |
| Kantar Public/HS     | 6-12 okt 2023        | 1 016                | 66%                             | 31%                                 | 3%                   |       |     |     |    |
| Taloustutkimus/Yle   | 8-11 sept 2023       | 1 507                | 57%                             | 27%                                 | 16%                  |       |     |     |    |

| Rehn vs. Aaltola   | Rehn vs. Aaltola  | Rehn vs. Aaltola | Rehn vs. Aaltola          | Rehn vs. Aaltola             | Rehn vs. Aaltola |       |     |     |   |
| Opinionsinstitut   | Period            | Urval            | Olli Rehn Valmansförening | Mika Aaltola Valmansförening | Ingen/ Obestämd  |       |     |     |   |
| ------------------ | ----------------- | ---------------- | ------------------------- | ---------------------------- | ---------------- | ----- | --- | --- | - |
| Opinionsinstitut   | Period            | Urval            | Taloustutkimus/Yle        | 27 nov-7 dec 2023            | Ingen/ Obestämd  | 2 046 | 71% | 29% | - |
| Taloustutkimus/Yle | 30 okt–9 nov 2023 | 1 549            | 64%                       | 36%                          | -                |       |     |     |   |
| Taloustutkimus/Yle | 4-9 okt 2023      | 1 368            | 63%                       | 37%                          | -                |       |     |     |   |
| Taloustutkimus/Yle | 8-11 sept 2023    | 1 507            | 46%                       | 32%                          | 22%              |       |     |     |   |

| Rehn vs. Halla-aho | Rehn vs. Halla-aho | Rehn vs. Halla-aho | Rehn vs. Halla-aho        | Rehn vs. Halla-aho              | Rehn vs. Halla-aho |       |     |     |  |
| Opinionsinstitut   | Period             | Urval              | Olli Rehn Valmansförening | Jussi Halla-aho Sannfinländarna | Ingen/ Obestämd    |       |     |     |  |
| ------------------ | ------------------ | ------------------ | ------------------------- | ------------------------------- | ------------------ | ----- | --- | --- |  |
| Opinionsinstitut   | Period             | Urval              | Taloustutkimus/Yle        | 17-23 januari 2024              | Ingen/ Obestämd    | 1 517 | 72% | 28% |  |
| Taloustutkimus/Yle | 27 nov-7 dec 2023  | 2 046              | 75%                       | 25%                             | -                  |       |     |     |  |
| Taloustutkimus/Yle | 30 okt–9 nov 2023  | 1 549              | 79%                       | 21%                             | -                  |       |     |     |  |
| Taloustutkimus/Yle | 4-9 okt 2023       | 1 368              | 81%                       | 19%                             | -                  |       |     |     |  |
| Taloustutkimus/Yle | 8-11 sept 2023     | 1 507              | 68%                       | 19%                             | 13%                |       |     |     |  |

| Rehn vs. Urpilainen | Rehn vs. Urpilainen | Rehn vs. Urpilainen | Rehn vs. Urpilainen       | Rehn vs. Urpilainen                 | Rehn vs. Urpilainen |       |     |     |  |
| Opinionsinstitut    | Period              | Urval               | Olli Rehn Valmansförening | Jutta Urpilainen Socialdemokraterna | Ingen/ Obestämd     |       |     |     |  |
| ------------------- | ------------------- | ------------------- | ------------------------- | ----------------------------------- | ------------------- | ----- | --- | --- |  |
| Opinionsinstitut    | Period              | Urval               | Taloustutkimus/Yle        | 27 nov-7 dec 2023                   | Ingen/ Obestämd     | 2 046 | 61% | 39% |  |
| Taloustutkimus/Yle  | 8-11 sept 2023      | 1 507               | 51%                       | 31%                                 | 18%                 |       |     |     |  |

| Urpilainen vs. Aaltola | Urpilainen vs. Aaltola | Urpilainen vs. Aaltola | Urpilainen vs. Aaltola              | Urpilainen vs. Aaltola       | Urpilainen vs. Aaltola |       |     |     |  |
| Opinionsinstitut       | Period                 | Urval                  | Jutta Urpilainen Socialdemokraterna | Mika Aaltola Valmansförening | Ingen/ Obestämd        |       |     |     |  |
| ---------------------- | ---------------------- | ---------------------- | ----------------------------------- | ---------------------------- | ---------------------- | ----- | --- | --- |  |
| Opinionsinstitut       | Period                 | Urval                  | Taloustutkimus/Yle                  | 27 nov-7 dec 2023            | Ingen/ Obestämd        | 2 046 | 55% | 45% |  |
| Taloustutkimus/Yle     | 8-11 sept 2023         | 1 507                  | 37%                                 | 44%                          | 19%                    |       |     |     |  |

| Urpilainen vs. Halla-aho | Urpilainen vs. Halla-aho | Urpilainen vs. Halla-aho | Urpilainen vs. Halla-aho            | Urpilainen vs. Halla-aho        | Urpilainen vs. Halla-aho |       |     |     |   |
| Opinionsinstitut         | Period                   | Urval                    | Jutta Urpilainen Socialdemokraterna | Jussi Halla-aho Sannfinländarna | Ingen/ Obestämd          |       |     |     |   |
| ------------------------ | ------------------------ | ------------------------ | ----------------------------------- | ------------------------------- | ------------------------ | ----- | --- | --- | - |
| Opinionsinstitut         | Period                   | Urval                    | Taloustutkimus/Yle                  | 27 nov-7 dec 2023               | Ingen/ Obestämd          | 2 046 | 62% | 38% | - |
| Taloustutkimus/Yle       | 8-11 sept 2023           | 1 507                    | 56%                                 | 27%                             | 17%                      |       |     |     |   |

| Aaltola vs. Halla-aho | Aaltola vs. Halla-aho | Aaltola vs. Halla-aho | Aaltola vs. Halla-aho        | Aaltola vs. Halla-aho           | Aaltola vs. Halla-aho |       |     |     |   |
| Opinionsinstitut      | Period                | Urval                 | Mika Aaltola Valmansförening | Jussi Halla-aho Sannfinländarna | Ingen/ Obestämd       |       |     |     |   |
| --------------------- | --------------------- | --------------------- | ---------------------------- | ------------------------------- | --------------------- | ----- | --- | --- | - |
| Opinionsinstitut      | Period                | Urval                 | Taloustutkimus/Yle           | 27 nov-7 dec 2023               | Ingen/ Obestämd       | 2 046 | 64% | 36% | - |
| Taloustutkimus/Yle    | 30 okt–9 nov 2023     | 1 549                 | 73%                          | 27%                             | -                     |       |     |     |   |
| Taloustutkimus/Yle    | 4-9 okt 2023          | 1 368                 | 77%                          | 23%                             | -                     |       |     |     |   |
| Taloustutkimus/Yle    | 8-11 sept 2023        | 1 507                 | 62%                          | 18%                             | 20%                   |       |     |     |   |